# 羅利鎮區 (北卡羅萊納州韋克縣)
羅利鎮區（英語：Raleigh Township）是位於美國北卡羅萊納州韋克縣的一個鎮區。

## 地方資料
羅利鎮區的面積為97.90平方千米，皆為陸地。根據2020年美國人口普查的數據，當地共有人口131023人，而人口密度為每平方千米1,338.34人。